# 大斯季金

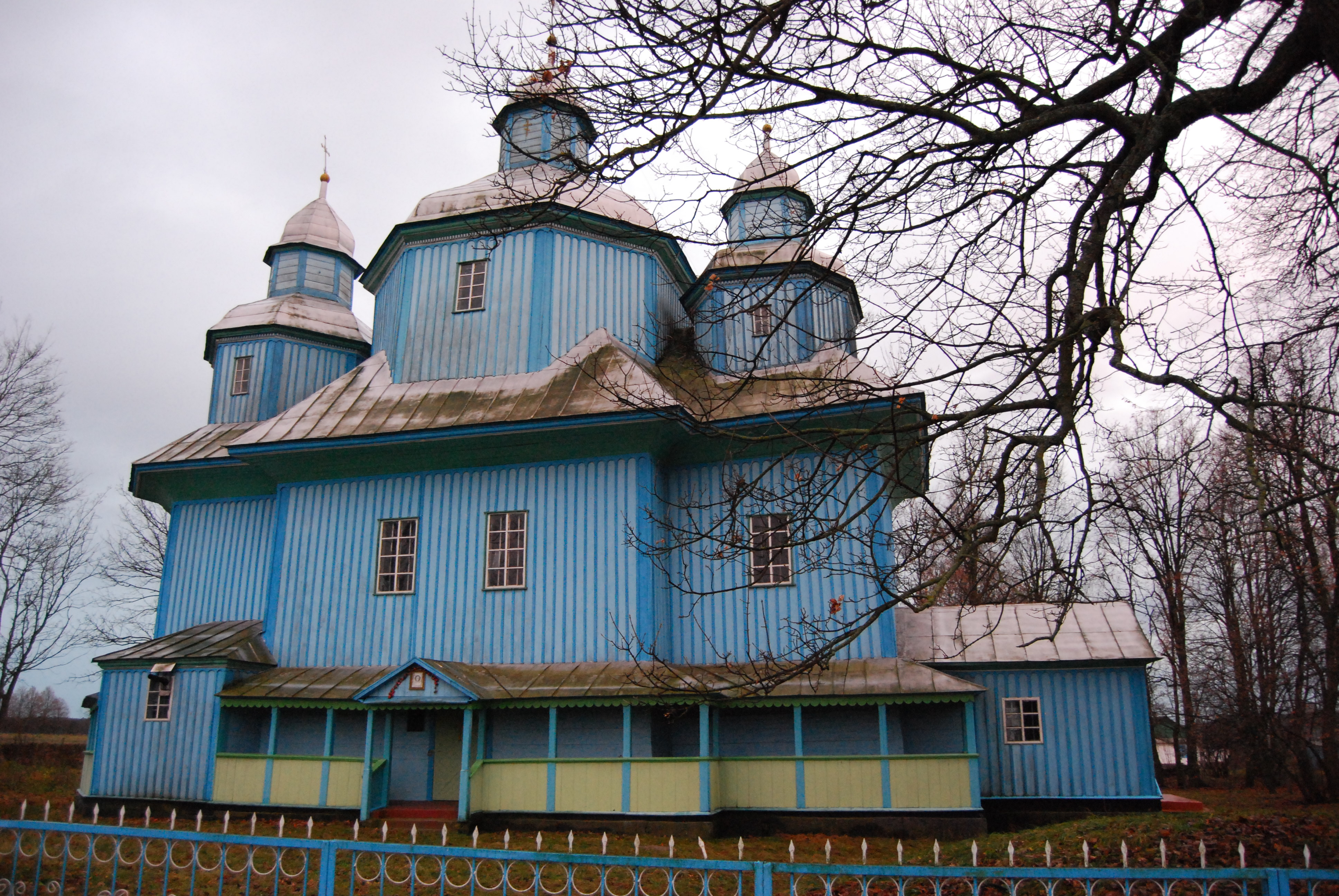

51°2′48″N 26°10′37″E / 51.04667°N 26.17694°E
大斯季金（烏克蘭語：Великий Стидин）是位於烏克蘭西北部里夫內州裏里夫內區的村莊，面積2.91平方公里，海拔高度184米，2024年人口540，人口密度每平方公里227.8人。